# Стрельба в Гальском районе
Стрельба в Гальском районе — массовое убийство, которое произошло на наблюдательном посту российских миротворческих сил возле села Сида в Гальском районе (Абхазия) 1 июня 1997 года, когда 22-летний сержант Артур Ваганов убил десять сослуживцев и ранил трех других, прежде чем покончить с собой.

## Стрельба
В 5 часов утра 1 июня, выполнив свои служебные обязанности, сержант Ваганов вошел в казармы наблюдательного пункта 203 северной зоны безопасности у сел Сида и Набакеви, примерно в 15 км к югу от Гали и открыл огонь из автомата AK-47 по сослуживцам, которые спали в своих кроватях. Затем он поднялся на второй этаж, где убил командира роты Сергея Гаврилова и ранил Алексея Смотрина, начальника наблюдательного пункта. В конце концов Ваганов покончил жизнь самоубийством, выстрелив себе в голову, когда в комнату ворвался часовой, предупрежденный выстрелами. К тому времени он убил 10 из 19 солдат, стоявших на посту, и серьёзно ранил трех других.
Мотив стрельбы не был сразу известен, но предполагалось, что это могла быть реакция на дедовщину.

## Предшествующие события

### Миротворческие силы
14 мая 1994 года, после войны в Абхазии, между воюющими сторонами было подписано соглашение о размещении миротворческих сил СНГ на территории Абхазии с задачей следить за соблюдением прекращения огня. Первые российские силы прибыли в Абхазию 23 июня того же года и на момент обстрела насчитывали около 1600 человек.

### Преступник
Артур Ваганов был этническим русским из Башкирии. Он отслужил два года обязательной службы в разведывательном батальоне Тоцкой дивизии, дослужился до старшего сержанта и стал заместителем командира взвода. Спустя год после начала гражданской жизни он добровольно вступил в миротворческие силы в зоне грузино-абхазского конфликта. 27-я миротворческая дивизия Приволжского военного округа, в которой служил Ваганов, прибыла в Абхазию 15 апреля 1997 года и двумя днями позже приступила к миротворческой деятельности на 203 посту.
Ваганов в целом получил положительные отзывы о его службе и был охарактеризован военным наблюдателем ООН и представителем российских миротворческих сил как очень требовательный и эффективный солдат с высокими стандартами, не пил и не курил, но также как человек, который «психологически не подходил для работы».